# (5633) 1978 UL7
(5633) 1978 UL7 es un asteroide perteneciente al cinturón de asteroides descubierto el 27 de octubre de 1978 por C. Michelle Olmstead desde el Observatorio del Monte Palomar, Estados Unidos.

## Designación y nombre
Designado provisionalmente como 1978 UL7.

## Características orbitales
1978 UL7 está situado a una distancia media del Sol de 2,148 ua, pudiendo alejarse hasta 2,388 ua y acercarse hasta 1,909 ua. Su excentricidad es 0,111 y la inclinación orbital 2,433 grados. Emplea 1150,57 días en completar una órbita alrededor del Sol.

## Características físicas
La magnitud absoluta de 1978 UL7 es 13,4. Tiene 4,524 km de diámetro y su albedo se estima en 0,391. 